# Jean Porcher (inventeur)
Pour les articles homonymes, voir Jean Porcher et Porcher.
Jean Auguste Pierre Porcher est un ingénieur français, co-inventeur du Polytome
,,, né d'Auguste Porcher, employé des douanes et d'Angéline Roger, le 26 septembre 1910 à Préfailles dans la Loire-Atlantique et décédé le 12 mars 1971 au Clion-sur-Mer.

## Biographie
Orphelin à l'âge de 13 ans, Jean Porcher entre dans la vie active à 14 ans comme apprenti chez un maréchal-ferrant de Bourgneuf. Il s'initie à la forge, la serrurerie et la mécanique. Il devient monteur en réchauds à gaz en 1927 puis électricien et dépanneur-frigoriste à Paris entre 1928 et 1935.
Il est embauché le 14 février 1935 par l'Assistance publique - Hôpitaux de Paris en qualité d'ouvrier électricien et travaille au nouvel hôpital Beaujon inauguré en mars de la même année. Il intègre ensuite les services techniques de l'hôpital de la Pitié, progresse au titre de contremaître et suit parallèlement des cours du soir au Conservatoire national des arts et métiers.
À l'issue de la Seconde Guerre mondiale, il entre en 1946 au Magasin Laboratoire de Radiologie de la Salpêtrière où il est promu chef d'atelier à 36 ans. En 1947, sous la direction de Raymond Sans, ingénieur de l'École centrale des arts et manufactures qui travaillait alors sur un projet d'appareil de tomographie, Jean Porcher reprenant les travaux de Ziedses des Plantes lui apporte ses compétences techniques. Le duo dépose le 4 octobre 1947 un brevet en Suède pour un mécanisme exerçant un mouvement hypocycloïdal donnant des images radiologiques dans une coupe tomographique d'un millimètre d'épaisseur, soit un dixième des meilleures coupes tomographiques de l'époque. Jean Porcher et Raymond Sans s'entendent avec la société Massiot pour réaliser un prototype avec l'accord de leur employeur dans le service de radiologie de la Salpêtrière en 1949. La version industrialisée baptisée Polytome et fabriquée par la société Massiot à Courbevoie est présentée au Congrès des radiologistes de langue française de Bruxelles en 1951. Cette innovation est l'ancêtre du scanner moderne,.
Toujours avec Raymond Sans, il dépose un brevet pour un dispositif de protection pour appareil de radiologie en 1954.